# 联合国安全理事会第497号决议
联合国安理会497号决议于1981年12月17日一致通过，宣布以色列的“戈兰高地法”无效且没有任何国际法律效力，并要求以色列废止该法律。
安理会并要求联合国秘书长在两周内报告决议的执行情况，如果以色列不遵守决议，安理会将在1982年1月5日前召开会议，在联合国宪章规定内采取进一步行动。